# Okayama International Circuit
Az Okayama International Circuit (岡山国際サーキット), korábbi nevén TI Circuit Aida (TIサーキット英田) – amely elnevezést 2005-ig használtak –, egy 3,703 km (2,301 mérföld) hosszúságú privát motorsport versenypálya Japánban, azon belül is az Okajama prefektúrában található Mimaszakában. A TI a ,,Tanaka International" rövidítése, a golfklub tulajdonosának, Tanaka Hadzsimének a neve után.
A versenyrendezvények megrendezése mellett a pálya bérlési lehetőségekkel is rendelkezik, beleértve a kerékpárokat és a gokartokat is.
1994-ben és 1995-ben itt rendezték a Formula–1 csendes-óceáni nagydíját. Mindkét versenyt Michael Schumacher nyerte meg.

## Története
A pályát 1990-ben nyitották meg, mint privát autóverseny-pályát a tehetősebb réteg számára, miután Tanaka Hadzsime több golfpályát is megörökölt, azonban Japánban az 1980-as évek végére a tagdíjak hatalmas összegekre növekedtek, így Tanaka úgy döntött, hogy elad néhányat ezekből a pályákból és a pénzét autósportba fekteti. 100 millió dollárért vásárolt földet Aidában. Annak érdekében, hogy a pálya költségeit fedezze, a TI Sports Club tagjaitól tagdíjat kért, amely 100 000 dollár volt, ez viszont egész életre szóló tagságot jelentett. Azért, hogy a tagok elégedettek legyenek, klubházat, hoteleket, valamint több garázst is építtetett a területen, ahol a autóikat tárolhatták a tagok, Tanaka így 350 tagot tudott összegyűjteni – leginkább magánszemélyekből állt a klub, de néhány vállalat is befektetett, így a Toyota és a Nissan is.
Magát a pályát 1990 novemberében nyitották meg egy nagy ünnepség keretein belül, amelyen még a Formula–1 legendás versenyzője, Stirling Moss is részt vett.
A helyszín helyzetét nagyban nehezítette az tény, hogy egyszerűen túl messze van a civilizációtól ahhoz, hogy nagy közönséget vonzzon. Egy távoli, sűrű erdővel borított, hegyvidéki területen található, 12 mérföldre a legközelebbi várostól. Hotel nagyon kevés volt a területen, a Formula–1-re látogatóknak 30-40 mérföldet kellett utazni. A legnagyobb japán város, Oszaka 150 mérföldre, míg Tokió 500 mérföldre fekszik a pályától. Tanaka álma azonban az volt, hogy Formula–1-es versenyt rendezzen a pályán, ehhez a céljához segítséget is kapott, mert Okajama prefektúra szerette volna a turisták számára népszerűsíteni a helyszínt. Okajama abban bízott, hogy a versenyre ellátogató emberek megtekintik a környék nevezetességeit is.
A helyszínen két csendes-óceáni nagydíjat rendeztek; az elsőt 1994-ben, ezzel a futammal akkoriban Japán egyike lett annak a kilenc országnak, amely valaha is egynél több Formula–1-es eseménynek adott otthont ugyanabban az évben (az Autopolison 1993-ban egy második japán futamot is terveztek, de ez végül nem valósult meg). A pálya rövid vonalvezetése miatt a versenyzőknek 83 kört kellett megtenniük a verseny során. Az első Formula–1-es csendes-óceáni nagydíjat Michael Schumacher nyert meg, miután Ayrton Senna Williamsét Mika Häkkinen McLarenje az első kanyarban kiütötte. Az 1995-ös versenyt eredetileg áprilisra tervezték, viszont januárban Japánt hatalmas földrengés sújtotta, mely Kóbe városát súlyosan érintette, és a helyi infrastruktúra és kommunikációs csatornák meghibásodtak, ezzel a nézők számára még inkább megnehezítve a pálya elérését. A helyi hatóságok úgy látták, hogy az utazási problémák a versenyre megoldódhatnak, de véleményük szerint nem lett volna korrekt dolog egy ilyen eseményt megrendezni, amikor Kóbe környékén még folynak a mentési munkálatok. A versenyt októberre helyezték át, és Schumacher második győzelmét szerezte az aszfaltcsíkon, ezzel egyben bebiztosította a második világbajnoki címét is és a Formula–1 legfiatalabb kétszeres világbajnoka lett. Tanaka végül elérte a célját és sok pénzt elköltött, az okajamai politikusok pedig úgy döntöttek, hogy a kísérletezést nem folytatják, így több Formula–1-es nagydíjat ezt követően már nem rendeztek a pályán.
1996 augusztusára ezen a helyszínen tervezték a Nemzetközi Túraautó Bajnokság szezonjának egyik futamát is lebonyolítani, ami helyettesítette volna az F1-es futamot, de a versenyt ehelyett áthelyezték a Suzuka Circuitre, amelyet novemberben rendeztek meg.
1999. március 11-én a Super GT GT300 bajnoki címvédője, a mindössze 21 esztendős Tacsi Singo a pályán hunyt el, miközben egy tesztelés során a GT500-as Toyota Supra versenyautóján műszaki hiba következtében nem tudott lassítani, és az első kanyarban lassulás nélkül csapódott a gumifalba – a számítások szerint 240-250 km/h-s tempóval; a becsapódás során a kormánynak ütközött, ami következtében súlyos mellkasi sérüléseket szenvedett és a baleset után 1 órával elhunyt.
A pályát később átnevezték, 2005. január 1-jétől kezdődően a hivatalos megnevezése Okayama International Circuit. 2005. március 31-én Aida egyesült a környező településekkel – Mimaszaka, Óhara és Szakutó kisvárossal, valamint Higasiavakura faluval (mind Aida körzetben volt található), továbbá Kacuta várossal (Kacuta körzetből) – és létrejött Mimaszaka, mint egy nagyobb város.
2008. október 26-án az okajamai aszfaltcsík adott otthont a Formula V6 Asia és a Túraautó-világbajnokság egyik utolsó előtti, tizenegyedik fordulójának. A WTCC-futam volt az első FIA-világbajnoki futam 1995 óta. Ezen a hétvégén szerezte Tom Coronel első WTCC-s győzelmét egy SEAT León volánjánál. Az aszfaltcsíkon 2009-ben is megrendezték a WTCC-versenyhétvégét november 1-jén, szintén az évad utolsó előtti hétvégéjeként. 2010-ben is maradt a WTCC naptárában az utolsó előtti fordulóként, azonban 2010. június 21-én bejelentették, hogy az Okayama International Circuit helyett a Suzuka Circuit ad otthont a 2011-es szezontól kezdődően a sorozat japán fordulójának.
2012. március 3-án az Unimat eladta a pályát az Aska Corporationnek, egy autóalkatrészeket gyártó vállalatnak.

## A Formula–1-es győztesek listája
| Év   | Dátum       | Versenyző          | Csapat           | Riport |
| ---- | ----------- | ------------------ | ---------------- | ------ |
| 1995 | Október 22. | Michael Schumacher | Benetton-Renault | Riport |
| 1994 | Április 17. | Michael Schumacher | Benetton-Ford    | Riport |

## Hivatalos körrekordok
A táblázat a versenyeken futott legjobb hivatalos köridőket tartalmazza.
| Versenysorozat       | Köridő   | Versenyző          | Jármű               | Esemény                             |
| -------------------- | -------- | ------------------ | ------------------- | ----------------------------------- |
| Formula–1            | 1:14,023 | Michael Schumacher | Benetton B194       | 1994-es Formula–1 világbajnokság    |
| Super Formula        | 1:15,237 | Nick Cassidy       | Dallara SF19        | 2020-as Super Formula szezon        |
| Super GT – GT500     | 1:19,710 | Kogure Takasi      | Honda NSX-GT        | 2018-as Super GT szezon             |
| Super Formula Lights | 1:22,439 | Mijata Ritomo      | Dallara 320         | 2020-as Super Formula Lights szezon |
| Super GT – GT300     | 1:26,304 | Gamou Naoja        | Mercedes AMG GT3    | 2017-es Super GT szezon             |
| FRJC                 | 1:26,614 | Katajama Josiaki   | Dome F111/3         | 2021-es FRJC szezon                 |
| TCR túraautó         | 1:37,793 | Sinohara Takuró    | Audi RS 3 LMS TCR   | 2019-es japán TCR-szezon            |
| WTCC                 | 1:48,767 | James Thompson     | Honda Accord Euro R | 2008-as túraautó-világbajnokság     |

## Külső hivatkozások
- A pálya a StatsF1.com-on
- A pálya a RacingCircuits.info-n